# تغذیه شیرهای دریایی
تغذیه شیرهای دریایی (انگلیسی: Feeding Sea Lions) عنوان فیلم کوتاه و صامت آمریکایی است که در سال ۱۹۰۰ ساخته شد. شرکت سازنده این فیلم سیاه و سفید، «کمپانی تولیدی لوبین» می‌باشد. پائول بایتون در این فیلم ایفای نقش کرده‌است. فیلم در جزیره کنی ساخته شده‌است.